# Echeveria excelsa
Echeveria excelsa là một loài thực vật có hoa trong họ Crassulaceae. Loài này được (Diels) A.Berger miêu tả khoa học đầu tiên năm 1930.